# Lioré et Olivier LeO H-180
Il Lioré et Olivier LeO H-180, e il suo derivato LeO H-181, furono idrovolanti da turismo a scafo centrale monoplani ad ala alta, biposto e monomotori in configurazione spingente sviluppati dall'azienda aeronautica francese Lioré et Olivier nei tardi anni venti del XX secolo.

### Riviste
- (EN) The Leo H.18, in Flight, XXI, n. 29, 18 luglio 1929,  pp. 724-725. URL consultato l'11 dicembre 2020 (archiviato dall'url originale il 20 maggio 2011).